# 진 클라인스
유진 앤서니 클라인스(Eugene Anthony Clines, 1946년 10월 6일~2022년 1월 27일)는 미국의 프로 야구 선수이자 코치이다. 1970년부터 1979년까지 메이저 리그 베이스볼(MLB)에서 외야수로 뛰었으며, 1970년부터 1974년까지 5시즌 동안 몸담은 피츠버그 파이리츠 시절에는 선수단의 일원으로 네 차례 내셔널 리그 동부 지구 우승과 1971년 월드 시리즈 우승을 경험했다. 이후 뉴욕 메츠, 텍사스 레인저스, 시카고 컵스를 거쳤다. 우투우타였다.
선수로서 은퇴한 뒤에는 시카고 컵스, 휴스턴 애스트로스, 시애틀 매리너스, 밀워키 브루어스, 샌프란시스코 자이언츠 등지에서 코치를 역임했고, 로스앤젤레스 다저스에서는 고문으로 임명되었다.

## 선수 경력
클라인스는 미국 캘리포니아주 리치먼드에 있는 해리 엘스 고등학교에 다녔으며, 1966년 메이저 리그 베이스볼 드래프트 6라운드에서 피츠버그 파이리츠의 지명을 받았다.
빠른 발과 뛰어난 수비력을 갖고 있다고 평가받았던 클라인스는 1970년 피츠버그 파이리츠의 백업 외야수로 메이저 리그에 모습을 드러냈고, 루키 시즌에 31경기에 출전해 타율 .405(37타수 15안타)를 기록했다. 1971년 9월 1일, 피츠버그 파이리츠의 라인업의 타순은 오직 소수 인종 선수들로만 구성되었고, 클라인스도 그중 한 명으로 이름을 올렸다.
클라인스는 피츠버그 소속으로 1971년과 1972년, 1974년에 내셔널 리그 챔피언십 시리즈에 출전했으며, 1971년에는 월드 시리즈 우승을 경험했다. 1972년에는 107경기에 출전해 타율(.334), 2루타(15), 3루타(6) 부문에서 커리어 하이를 기록하며 자신의 커리어에서 가장 생산적인 시즌을 보냈다.
1974년 10월 22일, 피츠버그의 클라인스와 뉴욕 메츠의 더피 다이어를 맞바꾸는 트레이드가 성사되었다. 1975년 시즌 후에는 메츠의 클라인스와 텍사스 레인저스의 조 로비토가 서로 팀을 옮기는 트레이드가 이루어졌다. 1977년 시즌이 시작 전에는 텍사스 레인저스와 시카고 컵스 사이에 트레이드가 발생했는데, 대럴드 놀스가 텍사스로 이적하고 클라인스가 추후 지명 선수로 지명되어 컵스로 이적하게 됐다. 1979년 5월에 컵스 구단은 클라인스를 방출시켰다. 클라인스는 메이저 리그에서 10시즌을 뛰며 통산 타율 .277를 기록했다.

## 코치 경력
클라인스는 선수로서 은퇴한 뒤에도 코치로 남아 컵스 구단과 계속해서 동행했다. 이후 1981년까지 시카고 컵스에서 코치를 맡다 휴스턴 애스트로스 산하 마이너 리그 팀으로 넘어가 1987년까지 순회 타격 인스트럭터로 활동했다. 1988년에는 애스트로스의 타격 코치를 맡았다. 1989년 시즌 전에는 시애틀 매리너스 구단이 그를 타격 코치로 영입했다. 이후 4년간 시애틀의 타격 코치를 역임했으며, 1992년 시즌이 끝난 후 경질되었다. 1993년과 1994년에는 밀워키 브루어스의 타격 코치를 맡았으며, 그 후에는 샌프란시스코 자이언츠 산하 마이너 리그 구단에서 타격 코디네이터로 일했다. 1996년 시즌 후에는 메이저 리그로 승격되어 샌프란시스코 자이언츠의 타격 코치를 맡게 되었다.
2002년 시즌 후 샌프란시스코의 더스티 베이커 감독이 시카고 컵스의 감독으로 자리를 옮기게 되었고, 이때 베이커 감독은 클라인스 코치를 컵스 구단에 합류시키면서 그를 1루 주루 코치로 임명했다. 2005년 시즌부터는 다시 타격 코치로 보직이 변경되었다. 2006년 시즌 후 베이커 감독이 경질되면서 베이커 사단의 일원이었던 클라인스 또한 팀을 떠나게 됐다.
2006년 10월, 로스앤젤레스 다저스 구단은 클라인스를 외야 및 주루 순회 인스트럭터로 영입했다. 그해 11월, 클라인스는 후안 피에르로 하여금 다저스와 계약을 맺도록 설득하기도 했다. 2011년 시즌 후 클라인스는 다저스의 선수 육성 수석 고문으로 임명되었다.

## 개인사
클라인스는 고등학교 시절 연인이었던 루완다 브라운과의 사이에서 딸 하나를 두었고, 전 부인 페이와의 사이에서는 두 자녀를, 현재 아내 조앤과의 사이에서도 두 자녀를 두었다. 클라인스는 2022년 1월 27일에 플로리다주 브레이든턴에 있는 거주지에서 75세의 나이로 사망했다.